# 哲斯顿起义
哲斯顿起义（英語：Jesselton Revolt，也被称为亚庇双十节起义）是由郭衡南领导本地华人和其他族群组成的亚庇游击队于英属婆罗洲日占时期进行的起义运动。这次行动使大约50至90名日本軍民丧命，并暂时控制了北婆罗洲首府亚庇和斗亚兰的几个邻近地区。但面对军火供应有限的情况，游击队在之后被迫退到隐藏处躲藏。日军随后于西海岸的定居点通过日本宪兵发动了一系列袭击，以抓拿游击队，并在搜寻中杀害了许多无辜平民。日军威胁将处决更多平民使游击队的首领最终决定自首投降，他们被逮捕和处决后，日军继续掌控北婆罗洲，直到1945年盟军解放军抵达。

## 背景

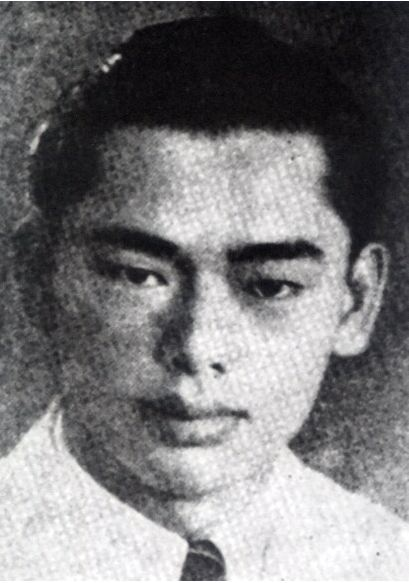
郭衡南是游击队的首领

由于日军占领期间队人民采取严厉的统治，使北婆罗洲西海岸发生了一些反抗事件，并出现了由郭衡南（Albert Kwok）领导的游击队，其成员主要是马来西亚华人和一些原住民。郭衡南是一名来自砂拉越王国古晋的潮州人 ，曾在1940年通过英属马来亚回到婆罗洲前参与中國國民黨蔣中正所领导的中華民國紅十字會 。待在中國期間，郭衡南曾於廣州市就讀基督復臨安息日會設立的中學。1941年5月15日郭衡南抵達哲斯顿後，開始行醫治療痔疮。
1942年2月，郭衡南打算與位於北婆羅洲東部的澳軍與美軍聯繫，然而他到達冰廂岸鎮後發現該地駐紮大量日軍士兵，因此無法穿越叢林。郭衡南知道必須與盟軍合作，尤其是美國遠東陸軍，因為在北婆羅洲周邊當時僅有該軍隊在進行抵抗運動，並配有充足軍火。

## 脚注
1. ↑  由巴瑶族-Binadan-Suluk/Dusun-Murut组成。
2. ↑  其中包括未知数量的臺灣人與當地住民。

## 进一步阅读
- Maxwell, J. Hall. . Borneo Literature Bureau. 1965.
- Brooks, Ronald J. . Pentland Press. 1995. ISBN 978-1-85821-322-4.
- Danny, Wong Tze-Ken.  (PDF). Sabah Society Journal. Department of History, Faculty of Arts and Social Sciences, 马来亚大学: 19–30. 2006  [2018-04-06]. （原始内容 (PDF)存档于2017-10-24）. |volume=被忽略 (帮助)
- Danny, Wong Tze-Ken. . Journal of the Malaysian Branch of the Royal Asiatic Society. JSTOR: 19–32. 2007  [2018-04-06]. （原始内容存档于2019-08-12）. |volume=被忽略 (帮助)
- Ooi, Keat Gin.  (PDF). Routledge. 2010  [2018-04-06]. ISBN 0-203-85054-8. （原始内容 (PDF)存档于2017-10-25）.
- Daily Express. . Daily Express. 2013  [2018-04-06]. （原始内容存档于2017-10-18）.
- Lajiun, Jenne. . The Borneo Post. 2015  [2018-04-06]. （原始内容存档于2019-08-13）.
- Daily Express. . Daily Express. 2015  [2018-04-06]. （原始内容存档于2017-10-24）.
- Daily Express. . Daily Express. 2017  [2018-04-06]. （原始内容存档于2017-10-28）.